# Дан Лазе Костића
Дан Лазе Костића је књижевна манифестација коју организује Градска библиотека Карло Бијелицки и Удружење грађана Раванградско пролеће из Сомбора установљена 2013. године. Манифестација је пoсвeћeнa нajкaрaктeристичниjeм пeснику српскoг рoмaнтизмa и нajлeпшoj љубaвнoj пeсми Santa Maria della Salute.

## О манифестацији
Манифестацију Дан Лазе Костића организују Градска библиотека Карло Бијелицки и Удружење грађана Раванградско пролеће под покровитељством Града Сомбора.Манифестација је установљена 2013. године. Током година од када је установљена, углавном је организована на дан када је давне 1909. године, Лаза Костић завршио своју најлепшу песму Santa Maria della Salute, 3. јуна.

## Хронологија
3. јуна 2013. године одржана је прва манифестација Дан Лазе Костића у организацији УГ Раванградско пролеће и Градске библиотеке Карло Бијелицки. Подршку манифестацији је пружила и секција писаца Друштва књижевника Војводине. Први добитник Песничког венца, у спомен на признање у виду ловоровог венца, који је Сомбор поклонио Лази Костићу 1898. године добио је Перо Зубац. Дан Лазе Костића тада је одржан код споменика Лазе Костића на Главној улици, а учествововало је петнаестак писаца: Анита Ђипанов, Стојан Бербер, Давид Кецман, Миленко Попић, Златко Пангарић, Тихомир Петровић, Саша Радојчић, Јожеф Ј. Фекете, Драган Пјевац, Бранко Ћурчић, Благоје Свркота, Зденка Феђвер, Видосава Раич, Ксенија Марић Ђорђевић, Нада Душанић, Марија Јајић, Тимеа Ленерт и Драгана Ђапић.

## Награде
Стручни жири песничке повеље Венац Лазе Костића на манифестацији додели признање Венац Лазе Костића истакнутом песнику. Градска библиотека Карло Бијелицки је установила и Библиотеку Венац Лазе Костића у оквиру које се објављује књига, дело лауреата - добитника књижевне награде која носи име великана нашег песништва.

## Награђени аутори
- 2013 - Перо Зубац
- 2014 - Давид Кецман Дако
- 2015 - Лаза Лазић и Предраг Богдановић Ци
- 2016 - Душко Новаковић и Стојан Бербер
- 2017 - Јован Зивлак
- 2018 - Гордана Ђилас и Видосава Раич
- 2019 - Саша Радојчић
- 2020 - Иван Негришорац
- 2021 - Ђорђе Нешић
- 2022 - Радомир Андрић
- 2023 - Братислав Р. Милановић
- 2024 - Слободан Зубановић

## Објављене књиге награђених аутора

### Библиотека Венац Лазе Костића
1. Прва објављена књига у едицији Библиотека Венац Лазе Костића је књига Давида Кецмана Даке Река за један дан (2014).[6]
2. Друга објављена књига у едицији је Живот не пролази : песме, аутора Лазе Лазића (2015).
3. Трећа објављена књига у едицији је књига Право на конфете аутора Душка Новаковића (2017).